# オリヴィエ・ギャルドン
オリヴィエ・ギャルドン（Olivier Gardon)は、ニース生まれのフランスのピアニスト、ピアノ教師。

## 生涯
フランスのニースに生まれる。7歳の時、リリー・クラウスに認められ演奏家の道へ進む。10歳の時、ニース・オペラ座でバッハのニ短調協奏曲を演奏。ニース国立地方音楽院で学び、当時師事していたAudibert-Lambert夫人（アルフレッド・コルトーの弟子）の勧めでパリ国立高等音楽院に入学、ピエール・サンカン教授の指導を受ける。在学中にロン＝ティボー国際コンクール最高位、エリザベート王妃国際音楽コンクール入賞などの実績をあげ、以降世界の主要都市にて演奏活動を行う。パリ国立高等音楽院を複数の一等賞を獲得して卒業後、Jean Fassina (fr)、アンダ・ゲーザ、リリー・クラウス、シェベーク・ジェルジらの指導を受ける。
長年にわたりパリ国立地方音楽院で後進の指導にあたり、ロン＝ティボー国際コンクールの優勝者を育てたことでも注目を浴びている。

## 活動歴
1973年ロン＝ティボー国際コンクール最高位、1975年エリザベート王妃国際音楽コンクール、ヴィオッティ国際音楽コンクール、リナ・サラ・ガロ国際ピアノコンクール、セニガッリア国際ピアノコンクール、アルフレード=カッセラ国際ピアノコンクールなどで受賞している。
パリのサル・プレイエル、シャトレ劇場、シャンゼリゼ劇場、ロンドンのウィグモアホール、ザルツブルクのザルツブルク祝祭大劇場、ニューヨークのカーネギーホール、日本の紀尾井ホール、東京文化会館などで演奏。
毎年、クールシュベルでの夏期講習、ザルツブルク音楽祭主催ザルツブルク・モーツァルテウム大学夏期国際音楽アカデミー、京都フランス音楽アカデミーなどでマスタークラスを開催するほか、南仏ヴァルドブローレ春季音楽講習会では芸術ディレクター、ニース国立地方音楽院夏期講習芸術ディレクターを務める。その他、頻繁に桐朋学園大学や東京日仏学院、延世大学校などでマスタークラスを開催している。
ロン＝ティボー国際コンクール、エピナル等、ヨーロッパ各地の国際コンクールで審査員を務める。

## 書籍編集
Saemtliche Klavierwerke 2: Douze Préludes op. 36 - Trois Nocturnes op. 35. Kritisch-praktische Urtext-Edition auf Grundlage aller verfuegbaren handschriftlichen und gedruckten Quellen ; umfassender Kritischer Bericht (frz.) (ドイツ語) Perfect  – 2013/5/1 Louis Vierne   (著),    Olivier Gardon (編集)

## ディスコグラフィー
- オリヴィエ・ギャルドン「スーパーピアノワールド」(DVD)
- l’Œuvre pour piano de Louis Vierne(fr) (Timpani 2C2023)
- Franz Liszt: Fantasie et Fugue sur le nom de BACH, etc. (BNL 112748)
- Mussorgsky: Tableau d’une exposition, etc. (BNL 112789)
- Ludwig van Beethoven: Les 3 dernières sonates, (BNL 112911)
- Alkan: La Musique de chamber, Olivier Gardon, Dong-Suk Kang, Yvan Chiffoleau (Timpani 1C1013)